# Bonde söker fru 2012
Bonde söker fru 2012 är den sjunde säsongen av TV4:s dejtingsåpa Bonde söker fru. Den 2 november 2011 började man ansöka om deltagare till programmet.
Den 9 april 2012 sändes programmet där man fick lära känna de nya bönderna och säsongen startade sedan den 12 september 2012. I programmet skulle åtta bönder leta efter kärleken men två av bönderna, André Ödegård och Marie-Louise Rungegård, avbröt sin medverkan innan inspelningen startade eftersom de blev ihop med varandra efter att ha träffats på ett informationsmöte inför inspelningarna.

## Bönderna[3]
- Klas Karlsson, 36 år, Kolmården[förtydliga]
- Sven-Arne Eriksson, 45 år, Ockelbo
- Bengt Erlingsson, 58 år, Ormöga
- Johan Wadborg, 33 år, Landskrona
- Robert Johansson, 24 år, Åtterås
- Gunnar Pettersson, 48 år, Visingsö

## Följdes i TV
- Klas Karlsson
- Bengt Erlingsson
- Sven-Arne Eriksson
- Johan Wadborg